# Музей Сомаини (Милан)
Музей Сомаини (итал. Museo Fondazione Somaini) — общественный музей искусства, расположенный по адресу Corso di Porta Vigentina 31, в историческом центре Милана. Музей посвящен художнику Франческо Сомаини, представителю «Движения MAC» или Движение за конкретное искусство.
Представители научного комитета музея Fondazione Somaini — Алессандро Дель Пуппо, Фульвио Ираси, Франческо Тедески.

## Описание
Фонд Сомаини выставляет около шестидесяти работ, созданных в 1950-х годах, представляющих различные этапы творчества и методы: картины и граффити на дереве, живописные работы на холсте и прочие. Маршрут выставки исследует тему в тематических и хронологических разделах, которые анализируют времена года от авангарда до полной приверженности MAC-Движение за конкретное искусство Сомаини.

## Публикации
- Каталог работ по архитектуре и городскому контексту
- Каталог-резоне скульптуры
- Каталог-резоне живописных, графических, халкографических и фотографических работ